# Göran Tunström
Göran Tunström (Borgvik, Grums község, 1937. május 14. – Stockholm, 2000. február 5.) svéd író. Sunne-ban, Värmland megyében nőtt fel. Tunström stílusa személyes és bensőséges, és egyértelmű önéletrajzi hangvételű. Noha közel négy évtizede aktív szerzőként tevékenykedett, különösen azután vált széles körben ismertté a (svéd) közönség előtt, hogy Juloratoriet (Karácsonyi oratórium) című regényét 1996-ban filmre adaptálták. Részt vett az Oslói Nemzetközi Költészeti Fesztiválon.
Felesége Lena Cronqvist művésznő, fia Linus Tunström színház- és filmrendező.

## Életrajza
Tunström, egy lelkész fia Sunne-ban, Värmland megyében nevelkedett. Tizenkét éves volt, amikor édesapja meghalt. Tunström íróként az 1958-ban, 21 évesen megjelent Inringning című verseskötettel debütált.
A norvég író, Axel Jensen példája alapján Tunström a görög Hydra szigetére költözött 1957 végén vagy 1958 elején, és bérelt egy házat. Később összebarátkozott Jensennel és barátnőjével, Marianne Ihlennel, Jensen későbbi feleségével. Jensennek kellett megmintáznia Lorenzo karakterét 1961-es Joacim című regényében Tunströmről. A kanadai énekessel, íróval és költővel, Leonard Cohennel is barátságot kötött, miután 1960-ban a szigetre költözött.
Debütálása után további vers-, regény-, színdarab- és novellákat is publikált.
1983-ban Tunström a Juloratoriet című művével érte el az áttörést, amely a Nordensson család három generációjának szenvedéseit és megpróbáltatásait mutatja be Svédországban a XX. században. Jelentős kritikai siker, hogy több nyelvre is lefordították. A Juloratoriet filmváltozatát 1996-ban forgatták. Az életében megjelent utolsó regény, a Berömda män som varit i Sunne 1998-ban elnyerte az August-August-díjat.
Tunström 62 éves korában halt meg stockholmi otthonában, 2000. február 5-én. Egy befejezetlen kéziratot hagyott hátra, amelyet 1996-ban kezdett el. 2002-ben jelent meg Försök med ett århundrade címmel.
2021-ben Birgitta Holm életrajzot írt Tunströmről Vår ljusaste tragiker: Göran Tunströms textvärld címmel.

## Bibliográfia
Tunström tizenöt regényt és tíz versgyűjteményt, valamint novellákat, útleírásokat és rádiójátékokat írt. Tunströmet a 20. század végének svéd irodalmának jelentős írójaként tartják számon, és az interperszonális kapcsolatok komplex feltárásáért ismerték el, olyan stílusban, amely Gabriel García Márquezre emlékeztet, és amelyet néha a mágikus realizmushoz hasonlítanak.
A szerző gyermekkori irodalmi otthona, Sunne, hat regényével fontos szerepet játszik munkáiban. Svéd és nemzetközi hírességek jelennek meg a városban és vesznek részt a történetben. Első két, Sunne-ról szóló könyvének (De heliga geograferna és Guddöttrarna) borítóképeit az ugyanabból a városból származó Tage Åsén festő készítette.

### Regények
- 1960: Karantän
- 1962: Maskrosbollen
- 1964: Familjeliv
- 1967: Hallonfallet
- 1973: De heliga geograferna
- 1975: Stormunnens bön
- 1975: Guddöttrarna
- 1976: Prästungen
- 1978: Ökenbrevet (fordított cím: "A levél a vadonból")
  - A pusztai levél (Ökenbrevet) – Széphalom Könyvműhely, Budapest, 1998 · ISBN 9639028304 · Fordította: Jávorszky Béla
- 1983: Juloratoriet (Karácsonyi oratórium)
  - Karácsonyi oratórium (Sunne-trilógia 1.) – Magvető, Budapest, 1986 · ISBN 963140904X · Fordította: Jávorszky Béla
- 1985: Hallonfallet (korábban 1967-ben jelent meg Paul Badura Mörk álnéven)
- 1986: Tjuven (A tolvaj)
  - A tolvaj (Sunne-trilógia 2.) – Széphalom Könyvműhely, Budapest, 1996 · ISBN 9638277777 · Fordította: Jávorszky Béla
- 1996: Skimmer (fordított cím: "Csillogó")
  - Holdláng (Skimmer) – Széphalom Könyvműhely, Budapest, 2000 · ISBN 9639028851 · Fordította: Jávorszky Béla
- 1998: Berömda män som varit i Sunne
  - Híres férfiak, akik Sunnéban jártak (Sunne-trilógia 3.) – Széphalom Könyvműhely, Budapest, 2004 · ISBN 9639373958 · Fordította: Jávorszky Béla
- 2002: Försök med ett århundrade

### Versgyűjtemények
- 1958: Inringning
- 1960: Två vindar
- 1962: Nymålat
- 1965: Om förtröstan
- 1966: De andra de till hälften synliga
- 1969: Samtal med marken
- 1975: Svartsjukans sånger
- 1976: Sandro Botticellis dikter
- 1978: Dikter till Lena
- 1980: Sorgesånger

### Egyéb művek
- 1978: Mitt indiska ritblock (Lena Cronqvisttal együtt.)
- 1984: Indien - en vinterresa (Utazási történetek gyűjteménye.)
- 1987: Chang Eng (Színdarab az eredeti sziámi ikrekről.)
- 1991: Det sanna livet (Novellagyűjtemény)
- 1993: Under tiden (Gondolatok könyve.)
- 2000: Krönikor (Ez a könyv Tunström korábban megjelent krónikáiból tartalmaz válogatást.)

## Díjai
Tunström számos irodalmi díjat kapott, köztük a Svenska Dagbladet irodalmi díjat 1976-ban, az Északi Tanács Irodalmi Díját 1984-ben, a Selma Lagerlöf-díjat 1987-ben, a Nils Ferlin-díjat 1998-ban, és ugyanebben az évben a Berömda män som varit i Sunne-ért August-díjat.

## Fordítás
- Ez a szócikk részben vagy egészben  a   Göran Tunström című angol Wikipédia-szócikk fordításán alapul.  Az eredeti cikk szerkesztőit annak laptörténete sorolja fel. Ez a jelzés csupán a megfogalmazás eredetét és a szerzői jogokat jelzi, nem szolgál a cikkben szereplő információk forrásmegjelöléseként.